# Gobierno provisional francés de 1814
El Gobierno Provisional francés de 1814 ejerció sus funciones durante el periodo de transición entre la derrota de Napoleón seguida de la rendición de París el 31 de marzo de 1814 y el nombramiento, el 13 de mayo de 1814, del Gobierno de la primera restauración borbónica por el rey Luis XVIII de Francia.

## Formación del gobierno
El 31 de marzo de 1814, el mariscal Auguste de Marmont rindió París al emperador Alejandro I de Rusia, que entró en la ciudad ese mismo día. El príncipe Charles Maurice de Talleyrand puso su casa a disposición del Emperador. El Senado se reunió el 1 de abril de 1814 y, de acuerdo con las opiniones expresadas por Alejandro I, decretó la formación de un gobierno provisional presidido por Talleyrand. Los miembros del Gobierno provisional eran:
- Charles Maurice de Talleyrand-Périgord (Presidente)
- Pierre Riel de Beurnonville
- François de Jaucourt
- Emmerich Joseph de Dalberg
- François-Xavier-Marc-Antoine de Montesquiou-Fézensa

El 2 de abril, el Senado declaró que Napoleón y su familia habían sido depuestos.

## Ministros
El Gobierno Provisional anunció el nombramiento de comisarios al frente de los ministerios el 3 de abril de 1814. Eran:
| Título                              | Persona honoraria             | Comienzo            | Final               | Tiempo en el cargo |
| ----------------------------------- | ----------------------------- | ------------------- | ------------------- | ------------------ |
| Presidente del Gobierno provisional | Charles Maurice de Talleyrand | 1 de abril de 1814  | 14 de abril de 1814 | 13 días            |
| Lugarteniente general del Reino     | Charles-Phillipe de France    | 14 de abril de 1814 | 2 de mayo de 1814   | 18 días            |
| Rey de Francia                      | Luis XVIII de Francia         | 2 de mayo de 1814   | 2 de mayo de 1814   |                    |

| Ministerio                     | Desde              | Hasta             | Tiempo en el cargo | Ministro                              |
| ------------------------------ | ------------------ | ----------------- | ------------------ | ------------------------------------- |
| Asuntos Exteriores             | 3 de abril de 1814 | 2 de mayo de 1814 | 29 días            | Antoine de Laforest                   |
| Justicia                       | 3 de abril de 1814 | 2 de mayo de 1814 | 29 días            | Pierre Paul Nicolas Henrion de Pansey |
| Interior                       | 3 de abril de 1814 | 2 de mayo de 1814 | 29 días            | Jacques Claude Beugnot                |
| Guerra                         | 3 de abril de 1814 | 2 de mayo de 1814 | 29 días            | Pierre-Antoine Dupont de l'Étang      |
| Finanzas, Comercio e Industria | 3 de abril de 1814 | 2 de mayo de 1814 | 29 días            | Joseph Dominique Louis                |
| Marina y Colonias              | 3 de abril de 1814 | 2 de mayo de 1814 | 29 días            | Pierre-Victor Malouet                 |
| Policía                        | 3 de abril de 1814 | 2 de mayo de 1814 | 29 días            | Jules Anglès                          |
| Secretario general             | 3 de abril de 1814 | 2 de mayo de 1814 | 29 días            | Dupont de Nemours                     |

## Eventos
El Gobierno Provisional redactó una Constitución, que fue aprobada por unanimidad por el Senado el 6 de abril de 1814. Anunció la Restauración Borbónica, declarando rey a Luis XVIII de Francia. Napoleón, que se había retirado a Fontainebleau, firmó un acta de abdicación el 11 de abril de 1814. Abandona Fontainebleau el 20 de abril de 1814 para exiliarse en la isla de Elba. El 12 de abril de 1814 entra en París Carlos, conde de Artois, hermano del rey. Fue declarado lugarteniente general del Reino el 14 de abril de 1814. Luis XVIII había estado observando los acontecimientos desde Hartwell House, en Inglaterra. El 24 de abril de 1814 desembarca en Calais y el 3 de abril de 1814 hace su entrada triunfal en París. Anuncia su gobierno el 13 de mayo de 1814.